# آکادمی ماه عسل
آکادمی ماه عسل (به انگلیسی: Honeymoon Academy) یک فیلم کمدی-درام آمریکایی محصول سال ۱۹۸۹ با بازی رابرت هیز و کیم کاترال به کارگردانی و نویسندگی جین کوئینتانو است.

## داستان
در طول ماه عسل، یک مأمور مخفی (کیم کاترال) و همسر جدیدش (رابرت هیز) درگیر نقشه‌ای می‌شوند تا دلارهای جعلی آمریکا را پس بگیرند. او فکر می‌کند که دیگری یک کارمند دولتی است که به تازگی بازنشسته شده‌است، در حالی که آن دیگر فکر می‌کند او یک کارمند آژانس مسافرتی بازنشسته است.